# Bandin Odžak
Bandin Odžak (cyr. Бандин Оџак) – wieś w Bośni i Hercegowinie, w Republice Serbskiej, w mieście Sarajewo Wschodnie, w gminie Sokolac. W 2013 roku liczyła 50 mieszkańców.